# Nkwerre
Nkwerre este un oraș din statul Imo, Nigeria. Are 38 km² și 80.152 de locuitori.